# Robert Marsh
Robert Marsch, né le 20 décembre 1968, est un coureur cycliste antiguais.

## Biographie
En 1992, il participe à la course en ligne des Jeux olympiques à Barcelone, où il abandonne.

## Palmarès et résultats

### Par année
- 2003
  -  Médaillé de bronze du championnat des Caraïbes du contre-la-montre
- 2006
  - John T. Memorial Two Day
  - Lucozade 60 Mile Race
  - 2e du championnat d'Antigua-et-Barbuda sur route
- 2007
  -  Champion d'Antigua-et-Barbuda sur route
  - 2e étape de l'OECS Cycling Challenge
  - 2e de l'OECS Cycling Challenge
- 2009
  -  Champion d'Antigua-et-Barbuda du contre-la-montre
  - Antigua & Barbuda Season Opener
  - ABACA Circuit Race
  - Shirley Heights Challenge
  - Scrubbo's Time Trial
  - 3e du championnat d'Antigua-et-Barbuda sur route
- 2010
  -  Champion d'Antigua-et-Barbuda du contre-la-montre
  - Three Stage Race :
    - Classement général
    - 1re étape (contre-la-montre)

  - Jason Bally Memorial
  - 2e du championnat d'Antigua-et-Barbuda sur route
- 2011
  - Matthew's Auto Parts Race
  - Shirley Heights Challenge
  - Scrubbo's Time Trial
  - Jason Bally Memorial
  - 2e du championnat d'Antigua-et-Barbuda du contre-la-montre
  - 2e du championnat d'Antigua-et-Barbuda sur route
- 2012
  -  Champion d'Antigua-et-Barbuda du contre-la-montre
  - 1re étape de la Robert Peters Race (contre-la-montre)
  - 16-Mile Time Trial
  - 1re étape de la Three Stage Race
  - CCC Test Time Trial
  - Scrubbo's Time Trial
  - 2e de la Three Stage Race
- 2013
  - 1re étape de la Robert Peters Race
  - 2e du championnat d'Antigua-et-Barbuda du contre-la-montre
  - 2e du championnat d'Antigua-et-Barbuda sur route
- 2014
  - 16-Mile Time Trial
  - 2e du championnat d'Antigua-et-Barbuda du contre-la-montre
  - 2e du championnat d'Antigua-et-Barbuda sur route
- 2015
  -  Champion d'Antigua-et-Barbuda du contre-la-montre
  - Avalanche Circuit
  - 3e du championnat d'Antigua-et-Barbuda sur route
- 2017
  -  Champion d'Antigua-et-Barbuda sur route
  - Antigua & Barbuda Season Opener
  - 1re étape de la Robert Peters Race
  - 2e du championnat d'Antigua-et-Barbuda sur route
- 2018
  -  Champion d'Antigua-et-Barbuda du contre-la-montre
  - Fig Tree Hill Road Race
  - AWU Challenge
  - 2e du championnat d'Antigua-et-Barbuda sur route
- 2019
  - AWU Challenge
  - King of the Hills
  - 2e du championnat d'Antigua-et-Barbuda sur route
- 2021
  -  Champion d'Antigua-et-Barbuda du contre-la-montre
- 2022
  - King of the Hills
  - 2e du championnat d'Antigua-et-Barbuda du contre-la-montre
- 2023
  -  Champion d'Antigua-et-Barbuda du contre-la-montre
- 2024
  -  Champion d'Antigua-et-Barbuda du contre-la-montre
- 2025
  -  Champion d'Antigua-et-Barbuda du contre-la-montre

### Classements mondiaux
| Année            | 2015 | 2016 | 2017 |
| ---------------- | ---- | ---- | ---- |
| UCI America Tour | 130e |      | 101e |